# グループ魂
グループ魂（グループたましい）は、ハードコア・パンク・ロックを基調とした、日本のコント・ロック・バンド。読みは「グループだましい」ではなく「グループたましい」。

## 来歴
1995年、松尾スズキが主宰する劇団大人計画所属の俳優で結成。
結成時のメンバーは暴動（宮藤官九郎）、破壊（阿部サダヲ）、バイト君（村杉蝉之介）の3名。当初はギターを使いシャウトする漫談スタイルのコントグループとして活動しており、渋谷公園通り劇場、『笑点』などにも出演していた。1997年からギター、ベース、ドラムを加えたバンド編成になり、その後、幾度かのメンバーチェンジを経て、現在のメンバー編成に至る。2002年、アルバム『Run魂Run』でミディよりメジャー・デビュー。
2005年、結成10周年目にキューンレコード（現キューンミュージック）へ移籍。同年末には『第56回NHK紅白歌合戦』に出場。
バンド名の由来は、ARBの「魂こがして」。"グループ"は「自分たちのことを"グループ"と言う人はいない」という理由から。メンバーほぼ全員が俳優、作家、飲食業などとの兼業音楽家。各々の本業が忙しいため、リリース間隔が空くこともしばしば。
作詞およびコントの台本のほとんどを宮藤官九郎が手がける。内容はギャグや下ネタ、中年の哀愁等々、ドラマや映画の作風にも通じる独特のセンスに基づくもの。
2011年、結成15周年記念全国ツアー「客VS俺!どっちがスケベか競争しようか15番勝負」のファイナルとして初の日本武道館公演を行った。
2020年、公式YouTubeチャンネルの生配信にて「神々の公開レコーディング～痛風だけど恋愛したい～」内でグループ魂は同年12月30日付で解散、2022年新春に再結成することが発表された。約1年間の解散期間を受け、2022年1月に中野サンプラザにて再結成ライヴを行う。
2024年3月27日、大人計画は麻薬特例法違反などの罪で有罪判決を受けた村杉蝉之介の俳優活動を中止すると発表。グループ魂については今後6人で活動を続けていくとした。

## メンバー
- 破壊（阿部サダヲ）：ボーカル - コントグループ時は主にツッコミ。現在も多用し、バンドのトレードマークにもなっているスリッパは元々ツッコミ道具であった。
- 暴動（宮藤官九郎）：ギター・作詞・作曲 - コントグループ時はギター兼ツッコミ。
- 港カヲル（皆川猿時）：MC・ボーカル・作詞・永遠の46歳
- 小園（小園竜一）：ベース・作曲
- 石鹸（三宅弘城）：ドラム・作詞・作曲
- 遅刻（富澤タク）：ギター・作曲・編曲

（以下はMC、コントなどに出演頻度の高い準レギュラー。）
- ライムサワー：MCヘルス（宮藤官九郎）、MCソープ（三宅弘城）、DJウメッシュ（荒川良々）、見習いトッシュ（益田トッシュ）によるヒップホップ・ユニット。
- いわき兄弟：福島出身のトシ坊（皆川猿時）、あんちゃん（富澤タク）、群馬出身のちいにいちゃん（村杉蝉之介）によるラグジュアリー・フォーク・ユニット。
- 遅番（少路勇介）：バイト君の代わりに度々登場。サックスを演奏する。
- とびだせボーイズ：皆川猿時・村杉蝉之介・荒川良々（荒川は港カヲルの愛人と言う設定のナオミというキャラクターに扮する場合もある）
- ローディ川島：スリッパ補充（都会の山賊ツアーでの港カヲルの話によると、自衛隊に入隊したらしいと言われていたが、2025年のライブ「ENKAI 二足の草鞋の回 －グループ魂×ジュースごくごく倶楽部－」で、プロデューサーとして登場。現在は吉本興業社員であることが紹介された。）

### 元メンバー
- バイト君（村杉蝉之介）：大道具・ハーモニカ - コントグループ時は主にボケ。不祥事により2024年3月に活動中止。

## パフォーマンス
元々コントグループであった名残なのか、音楽番組等で歌う前には港カヲルによるMCパフォーマンスが入る。「こんばんは! 夜の○○（ここには官房長官、チョイワルおじさん等が入る）、港カヲルです」と高々に挨拶をし時事ネタ等を基に小話をする（番組初登場の場合はグループ魂の紹介をすることもあった。主に「グループ平均年齢38歳・オリコンチャート最高42位」を主張していた）。そして「それではお聞きください、歌は勿論…」と歌う曲を紹介するが、わざと他のアーティストの曲名を言う（例：J-WALK「何も言えなくて…夏」など）。その直後に横から破壊がマイクを奪い「はいどぉもこんばんわぁ!!」と叫ぶと共に曲の前奏が始まる。港カヲルがバイト君に話を振りバイト君がボケた直後破壊にスリッパで思い切り叩かれスリッパを客席に投げるバージョンもある。
このパフォーマンスは第56回NHK紅白歌合戦出場時にも行われ、歌った曲「君にジュースを買ってあげる♥」にも、広告・宣伝放送を禁止した放送法83条1項及び日本放送協会定款51条に抵触するため、若干の改変が施されていたほか、破壊が歌の途中でステージを飛び降り審査員だった琴欧洲に対し（登録商標を言わせるために）質問をするという、法律を逆手に取った行動にも出た（君にジュースを買ってあげる♥参考）。
ステージには必ず「笑え!」と書かれたカラーコーンが置かれる。これもコントグループだった名残りである。
当初、港カヲルはバンドのステージ開演前に登場するダンディな司会者といった装いであったが、活動を続けるうちに（演じる皆川猿時の体型の変化と共に）どんどんキャラクターが変貌し、現在はいくつかの楽曲でボーカルを務めるなど、さらに重要なポジションを占める存在になってきている。さらにはバンド活動を飛び出し、ラジオ番組『キック・ザ・カンクロー』に毎週出演していた。また、大人計画ウーマンリブの舞台公演『轟天VS港カヲル 〜ドラゴンロック!女たちよ、俺を愛してきれいになあれ〜』において、劇団☆新感線が誇る珍キャラクター「剣轟天」（橋本じゅん）との両者スピンオフ対決が実現している。グループ魂はこの公演の音楽を担当。「君にジュースを買ってあげる♥」はここで使用された偽カヲルこと「巷カヨル」（阿部サダヲをはじめ中村獅童、長井秀和などが日替わりで役を担当）が歌う劇中歌をグループ魂の楽曲としてシングル化したものである。

## ディスコグラフィ

### 配信限定シングル
1. 『スーパー!サマー! アックスボンバー! ラブハンター! 06!』（2006年8月1日）
2. 『「卒業」からの卒業』（2013年2月20日）
3. 『I was PUNK!! 〜グループ魂にあっちゃん(NEW ROTE'KA)は?』（2013年5月1日）
4. 『病み上がり』（2013年7月24日）
5. 『カチカチ』（2013年11月27日）
6. 『もうすっかりNO FUTURE! - From THE FIRST TAKE』（2021年4月28日）
7. 『君にジュースを買ってあげる - From THE FIRST TAKE』（2021年4月28日）
8. 『ペニスJAPAN -Live at 中野サンプラザ-』（2022年8月8日）
9. 『アイサツはハイセツよりタイセツ -Live at 中野サンプラザ-』（2022年8月15日）
10. 『モテる努力をしないでモテたい節 -Live at 中野サンプラザ-』（2022年8月22日）

### その他

#### サウンドトラック
- 『グループ魂のでんきまむしのサントラ』
  - グループ初主演映画「グループ魂でんきまむし」のサウンドトラック盤

#### 参加トリビュート・アルバム
- 『RESPECTABLE ROOSTERS→Z a-GOGO』（2005年） - THE ROOSTERS
  - Neon Boy
- 『MATCHY TRIBUTE』（2006年） - 近藤真彦
  - ギンギラギンにさりげなく
- 『ピエロとスイカと88ライダー』（2010年） - ニューロティカ
  - ロックンロール・クレイジーラン （暴動&ニューロティカ名義）
- 『ロマンチスト〜THE STALIN・遠藤ミチロウTribute Album〜』（2010年） - THE STALIN・遠藤ミチロウ
  - お母さん、いい加減あなたの顔は忘れてしまいました
- 『PUFFY COVERS』（2012年） - PUFFY
  - 渚にまつわるエトセトラ
- 『ユニコーン・カバーズ』（2013年） - UNICORN
  - 服部
- 『エレファントカシマシ カヴァーアルバム2』（2013年） - エレファントカシマシ
  - ふわふわ
- 『中島美嘉トリビュート MIKA NAKASHIMA TRIBUTE』（2016年） - 中島美嘉
  - 一番綺麗な私を
- 『CHATMONCHY Tribute〜My CHATMONCHY〜』（2018年） - チャットモンチー
  - 恋愛スピリッツ

#### 参加アルバム
- 『Kaleidoscope』（2007年、高見沢俊彦アルバム）（M3「騒音おばさんVS高音おじさん」・暴動は宮藤官九郎名義で作詞も担当）
- 『honeycreeper』（2007年、PUFFY）（M8「妖怪PUFFY」 / 作詞宮藤官九郎・作曲富澤タク　コントにはグループ魂メンバーも参加。『TMC』収録コント「韓流」続編）

### 映像作品
|        | 発売日         | タイトル                                                                                 | 規格品番                     | 備考 |
| ------ | -------------- | ---------------------------------------------------------------------------------------- | ---------------------------- | --- |
| Indies | 1999年1月1日   | グループ魂 Live In Japan 1014                                                            | -                            | 大人計画より発売。 |
| 1st    | 2003年12月3日  | グループ魂のある意味ツアー                                                               | MDBL-1001                    | オリコン最高50位、登場回数3回 |
| 2nd    | 2005年4月27日  | グループ魂の雨の野音（晴天決行）                                                         | POBE-3015                    | オリコン最高48位、登場回数3回 |
| 3rd    | 2006年4月26日  | 港カヲル in 都会の山賊ツアー〜演奏・グループ魂〜                                         | KSBL-5819                    | UMDでも同時発売 ゲスト／忌野清志郎「ドカドカうるさいロックンロールバンド」「デイドリームビリーバー」を共演。向井秀徳は荒川良々と九州ギャザーで登場。 オリコン最高44位、登場回数4回 |
| 4th    | 2007年12月12日 | グループ魂の慰安旅行 〜特典映像・ライヴat横浜ブリッツ〜                                  | KSBL-5851                    | ゲストに高見沢俊彦を迎え「メリーアン」「君にジュースを買ってあげる♥」を共演。 オリコン最高28位                                                                                     |
| 5th    | 2009年2月11日  | グループ魂の秩父ぱつんぱつんフェスティバル（雨）                                         | KSBL-5873                    | メンバーのサブユニットとしてライムサワー、いわき兄弟、ナイス警察が登場。 オリコン最高26位                                                                                          |
| 6th    | 2011年7月27日  | グループ魂の決勝戦!日本武道館                                                            | KSBL-5968:DVD KSXL-14:BD     | 2011年2月5日に行われた初日本武道館ライヴを収録。Blu-rayも同時発売。 ゲストに増子直純（怒髪天）、ピエール瀧（電気グルーヴ）、夏木マリが登場。 オリコン最高43位                      |
| 7th    | 2013年11月27日 | グループ魂の新曲ができました!今月はワンマン3回でかんべんしてくださいツアー（ピエロ付き） | KSBL-6115:DVD KSXL-48:BD     | 2013年5月に行われたツアーの映像化。東京、大阪、仙台3カ所の映像とオフショットを収録したライヴドキュメント。 ゲストにニューロティカのあっちゃんが参加。 オリコン最高83位             |
| 8th    | 2016年1月6日   | グループ魂の納涼ゆかた祭り 〜雨のノーパン成人式 in 野音〜                                | KSBL-6199/200:DVD KSXL-91:BD | 2015年8月に行われたツアーファイナルの映像化。 ゲストにアニマル浜口、乱一世、遠藤ミチロウ、さかなクン、向井秀徳、荒川良々が参加。 オリコン最高47位                                  |
| 9th    | 2022年8月31日  | グループ魂 一年ぶりの再結成!中野サンプラザ                                               | KSXL-317/8:BD                | 完全生産限定盤 |

### ミュージック・ビデオ
| 監督                 | 曲名                                                                                           |
| -------------------- | ---------------------------------------------------------------------------------------------- |
| 大橋陽               | 「我々グループ魂はキューンレコードを応援します! from DVD「グループ魂の慰安旅行」」             |
| 田中秀幸             | 「べろべろ」                                                                                   |
| 和田一基DEVICE GIRLS | 「お・ま・え ローテンションガール (MOVIE Ver.)」「チャーのフェンダー（Char入り）」「彦摩呂」   |
| 細野ひで晃           | 「本田博太郎〜magical mystery UPAAAAAAAAA!!!!!〜」「君にジュースを買ってあげる」「嫁とロック」 |
| 前畑貴文             | 「TMC from DVD「港カヲル in 都会の山賊ツアー〜演奏・グループ魂〜」」「おかあさん」             |
| 三池崇史             | 「ラブラブエッサイム'82」                                                                      |
| 久米乙司             | 「竹内力」                                                                                     |
| 不明                 | 「だだだ」                                                                                     |
| 宮藤官九郎           | 「もうすっかり NO FUTURE!」                                                                    |

## 主なライブ

### ワンマンライブ・主催イベント
| 開催日                   | タイトル                                                                      | 備考                                                            |
| ------------------------ | ----------------------------------------------------------------------------- | --------------------------------------------------------------- |
| 1995年5月12日～5月26日   | グループ魂 アッパーカットツアー                                               | 杉並ターニング                                                  |
| 1997年11月5日～11月21日  | グループ魂 スペシャル ヒステリー 〜書斎のシド・ビシャス〜                     | 草月ホール 北沢タウンホール                                     |
| 1997年5月28日～5月30日   | グループ魂 レジェンド ソウルフル ～ジャニス･ジョップリン、こたつで寝る～      | 下北沢 CLUB Que 小園が初参加。                                  |
| 1997年10月31日～11月1日  | グループ魂の「バーバレラ」                                                    | 渋谷ON AIR WEST w/伊藤ヨタロウ                                  |
| 1998年10月14日           | グループ魂 ライヴ・イン・ジャパン「1014」                                     | 赤坂BLITZ                                                       |
| 1999年3月22日～3月24日   | 「GROOPER」レコ初ライブ                                                       |                                                                 |
| 1999年12月23日           | 港カヲル クラブパーティー「ぼくエンペラー！」                                 | 渋谷ON AIR EAST 石鹸が初参加。                                  |
| 2003年1月3日             | 港カヲル 芸能生活5・6周年記念パーティ「ぼくの前世はヒットラー」               | 赤坂BLITZ                                                       |
| 2003年8月29日・9月9日    | グループ魂のある意味ツアー                                                    | 大阪公演:ON AIR OSAKA 東京公演：SHIBUYA-AX                      |
| 2004年7月11日～7月24日   | グループ魂のそこそこツアー                                                    | 初の全国ツアー                                                  |
| 2005年3月28日            | 魂の合同コンパ一次会 ～グループ魂単行本『はいどおもこんばんわあ!!』発売記念～ | Zepp Tokyo w/無戒秀徳アコースティック＆エレクトリック・銀杏BOYZ |
| 2005年7月19日            | 移籍発表コンベンションライブ「ある意味デビュー」                              |                                                                 |
| 2005年11月27日～12月14日 | 港カヲルin都会の山賊ツアー 〜演奏・グループ魂〜                               | ツアー最終公演はSHIBUYA-AX 2days                                |
| 2006年9月9日・9月10日    | グループ魂in体育館 〜体調のすぐれない女子は見学〜                             | 大人計画フェスティバル内で開催                                  |
| 2007年3月16日～3月26日   | グループ魂の対バン張ってもいいし 張らなくてもいいし三大都市ツアー             |                                                                 |
| 2008年6月21日・6月22日   | グループ魂の秩父ぱつんぱつんフェスティバル                                    | 秩父ミューズパーク野外ステージにて行われた初主催フェス          |
| 2009年7月21日・8月5日    | グループ魂のあの娘の町には行かないツアー09                                    | 大阪公演：Zepp Osaka 東京公演：Zepp Tokyo                       |
| 2009年12月28日           | くん兄さん対MATSURI SESSION                                                   | Zepp Osaka w/ZAZEN BOYS                                         |
| 2010年5月17日            | グループ魂結成15周年「公園通りでSEARCH&片思い」                               | C.C.Lemonホール                                                 |
| 2011年1月7日〜2月5日     | 客VS俺!どっちがスケベか競争しようか15番勝負                                   | 最終公演は日本武道館                                            |
| 2013年5月7日〜5月30日    | 新曲ができました!グループ魂の、今月はワンマン3回でカンベンしてくださいツアー  |                                                                 |
| 2015年8月4日〜8月29日    | グループ魂の納涼ゆかた祭り                                                    |                                                                 |
| 2017年2月1日・2月7日     | 港カヲル 人間生活46周年コンサート ～演奏・グループ魂～                        | 大阪公演：オリックス劇場 東京公演：東京国際フォーラム ホールA   |
| 2018年9月5日             | グループ魂「東京、水入らず」                                                  | 豊洲PIT                                                         |
| 2018年9月12日            | グループ魂「大阪、水入らず」                                                  | 味園ユニバース                                                  |
| 2022年1月21日            | 一年ぶりの再結成！中野サンプラザ                                              | 中野サンプラザ ホール                                           |
| 2024年9月18日・9月25日   | グループ魂（再）の、アルバイト募集！                                          | 東京公演：Zepp Diver City 大阪公演：なんばHatch                 |

### 出演イベント
2000年
- 7月31日 - MACH731

2001年
- 4月24日 - 鼓魂彩祭（新宿LOFT w/NUMBER GIRL）

2002年
- 11月8日 - I wanna be rock star（大阪ベイサイドジェニー w/氣志團）

2004年
- 8月6日 - 爆音交差点～buck-the CROSSROAD～
- 8月13日 - RISING SUN ROCK FESTIVAL 2004 in EZO
- 12月28日 - 三宅弘城プレゼンツ「ミヤケロックフェスティバルVOL.1」
- 12月31日 - COUNTDOWN JAPAN 04/05

2005年
- 4月29日 - ARABAKI ROCK FEST.04292005
- 9月18日 - SPACE SHOWER SWEET LOVE SHOWER 2005
- 12月30日 - COUNTDOWN JAPAN 05/06

2006年
- 7月22日 - SETSTOCK'06
- 8月06日 - ROCK IN JAPAN FESTIVAL 2006
- 8月12日,13日 - SUMMER SONIC 2006
- 8月18日 - RISING SUN ROCK FESTIVAL 2006 in EZO
- 12月30日,31日 - COUNTDOWN JAPAN 07/08

2008年
- 12月31日 - COUNTDOWN JAPAN 08/09

2009年
- 7月26日 - SETSTOCK'09
- 8月02日 - ROCK IN JAPAN FESTIVAL 2009
- 12月30日 - COUNTDOWN JAPAN 09/10

2010年
- 1月23日 - au by KDDI presents オンタマカーニバル 2010
- 8月08日 - ROCK IN JAPAN FESTIVAL 2010
- 8月14日 - RISING SUN ROCK FESTIVAL 2010 in EZO
- 12月30日 - COUNTDOWN JAPAN 10/11

2011年
- 9月06日 - 極東ROCK'N'ROLL HIGH SCHOOL 「超絶魂」
- 12月31日 - COUNTDOWN JAPAN 11/12

2012年
- 4月09日 - キューンミュージック20周年記念『キューン20 イヤーズ&デイズ』
- 9月16日 - 氣志團万博2012 ～房総ロックンロール・オリンピック～
- 12月30日 - COUNTDOWN JAPAN 12/13

2013年
- 5月04日 - JAPAN JAM 2013
- 8月04日 - ROCK IN JAPAN FESTIVAL 2013
- 8月16日 - RISING SUN ROCK FESTIVAL 2013 in EZO
- 8月18日 - WILD BUNCH FEST. 2013
- 12月30日 - COUNTDOWN JAPAN 13/14

2014年
- 4月09日 - 氣志團現象2014「極東ロックンロール・ハイスクール 第弍章」 #33 グループ魂 vs 氣志團 〜超絶魂(ウルトラソウル)2 お台場大パニック!超激突＼(‘jjj')/〜
- 4月22日 - ザ・クロマニヨンズ VS グループ魂
- 6月08日 - 百万石音楽祭～ミリオンロックフェスティバル～ 2014
- 12月31日 - COUNTDOWN JAPAN 14/15

2015年
- 8月08日 - ROCK IN JAPAN FESTIVAL 2015
- 8月15日 - RISING SUN ROCK FESTIVAL 2015 in EZO
- 8月23日 - WILD BUNCH FEST. 2015
- 9月19日 - 氣志團万博2015 〜房総!抗争!天下無双!妄想!狂騒!大暴走!〜
- 12月29日 - COUNTDOWN JAPAN 15/16

2016年
- 4月29日 - ARABAKI ROCK FEST. 2016
- 5月03日 - JAPAN JAM BEACH 2016
- 8月28日 - SWEET LOVE SHOWER 2016
- 12月31日 - COUNTDOWN JAPAN 16/17

2017年
- 3月31日 - SUPER DANCE!（with SODA!）
- 4月15日 - THE GREAT ROCK'N'ROLL SEKIGAHARA 2017
- 4月19日 - キュウソネコカミ　試練のTAIMAN TOUR 2017
- 4月22日 - ANTIKNOCK presents GAUZE グループ魂 the原爆オナニーズ
- 4月29日 - ARABAKI ROCK FEST.17
- 5月04日 - JAPAN JAM 2017
- 7月28日 - FUJI ROCK FESTIVAL 2017
- 10月14日 - POLYMPIC 2017 FINAL!!!!(POLYSICS & CHAI)
- 12月29日 - COUNTDOWN JAPAN 17/18

2018年
- 1月28日 - 三宅ロックフェスティバル vol.1（新宿ロフト w/ニューロティカ　怒髪天）
- 4月16日 - 三宅ロックフェスティバル vol.2（恵比寿リキッドルーム w/The Birthday 遠藤ミチロウ 画鋲）
- 8月31日 - SPACE SHOWER SWEET LOVE SHOWER 2018（山梨県 山中湖交流プラザ きらら）
- 9月13日 - 三宅ロックフェスティバル vol.3（味園ユニバース w/ザ・たこさん 画鋲）
- 9月16日 - 氣志團万博2018 〜房総爆音爆勝宣言〜（千葉県・袖ケ浦海浜公園）
- 9月19日 - ニューロティカ 「Way to 2000 2MAN SHOW 1996回 」（渋谷O-East）

2020年
- ROCK IN JAPAN FESTIVAL（中止）

#### 2025年
- 2月13日 - ENKAI 二足の草鞋の回 －グループ魂×ジュースごくごく倶楽部－（Spotify O-EAST w/ジュースごくごく倶楽部）
- 2月19日 - 三宅ロックフェスティバルvol.6 ～偏差値15で渋谷を制圧!～（Spotify O-EAST w/氣志團）

## 出演

### テレビ
- ミュージックステーション（テレビ朝日、2005年11月25日、2006年8月25日、2008年5月23日、2010年10月22日、2014年10月31日、2015年7月31日、2017年1月27日）出演
- 第56回NHK紅白歌合戦（NHK、2005年12月31日）出演
- 音楽ば～か（テレビ東京、2010年7月17日）出演
- MUSIC JAPAN（NHK、2010年10月31日、2014年11月9日）出演
- ハッピーMusic（日本テレビ、2010年11月6日）出演
- グループ魂15年の軌跡 〜15の巻〜（NHK、2011年3月5日）出演
- LIVE MONSTER（日本テレビ、2014年11月2日）出演
- グループ魂の納涼ゆかた祭り 〜雨のノーパン成人式in野音〜（WOWOW、2015年10月31日）出演
- バズリズム02（日本テレビ、2018年8月31日）出演
- The Covers（NHK、2018年8月31日）出演

### 映画
- 『グループ魂のでんきまむし』（1999年、初主演映画、監督：藤田秀幸、出演：グループ魂、松尾スズキ、井口昇、他）

## 書籍
- 『はいどおもこんばんわぁ!!』（単行本・ソニー・マガジンズ）
- 『グループ魂/ベスト魂』（バンドスコア）
- 『OVER40まだ魂 15th ANNIVERSARY!!!!!!!!!!!!!!!』（全国ツアー「客VS俺!どっちがスケベか競争しようか15番勝負」公式パンフレット）

## タイアップ曲
| 起用年 | 曲名                        | タイアップ先                                                           |
| ------ | --------------------------- | ---------------------------------------------------------------------- |
| 2005年 | 君にジュースを買ってあげる♡ | テレビ東京系アニメ『ケロロ軍曹』オープニングテーマ                     |
| 2011年 | だだだ                      | 読売テレビ・日本テレビ系アニメ『べるぜバブ』オープニングテーマ         |
| 2015年 | でんでん                    | スピンオフ・アニメーション『極道酒場でんでん〜極道大戦争外伝〜』主題歌 |